# Zebra bezhřívá
Zebra bezhřívá (Equus quagga borensis) je poddruh zebry stepní rozšířený v severních částech východní Afriky. Vyskytuje se v severozápadní Keni (od Uasin Gishu po jezero Baringo) a v regionu Karamodža v Ugandě. Lze ji také nalézt ve východním Jižním Súdánu, východně od řeky Nil (například v národním parku Boma). Jde o nejseverněji žijící poddruh zebry stepní.

## Taxonomie

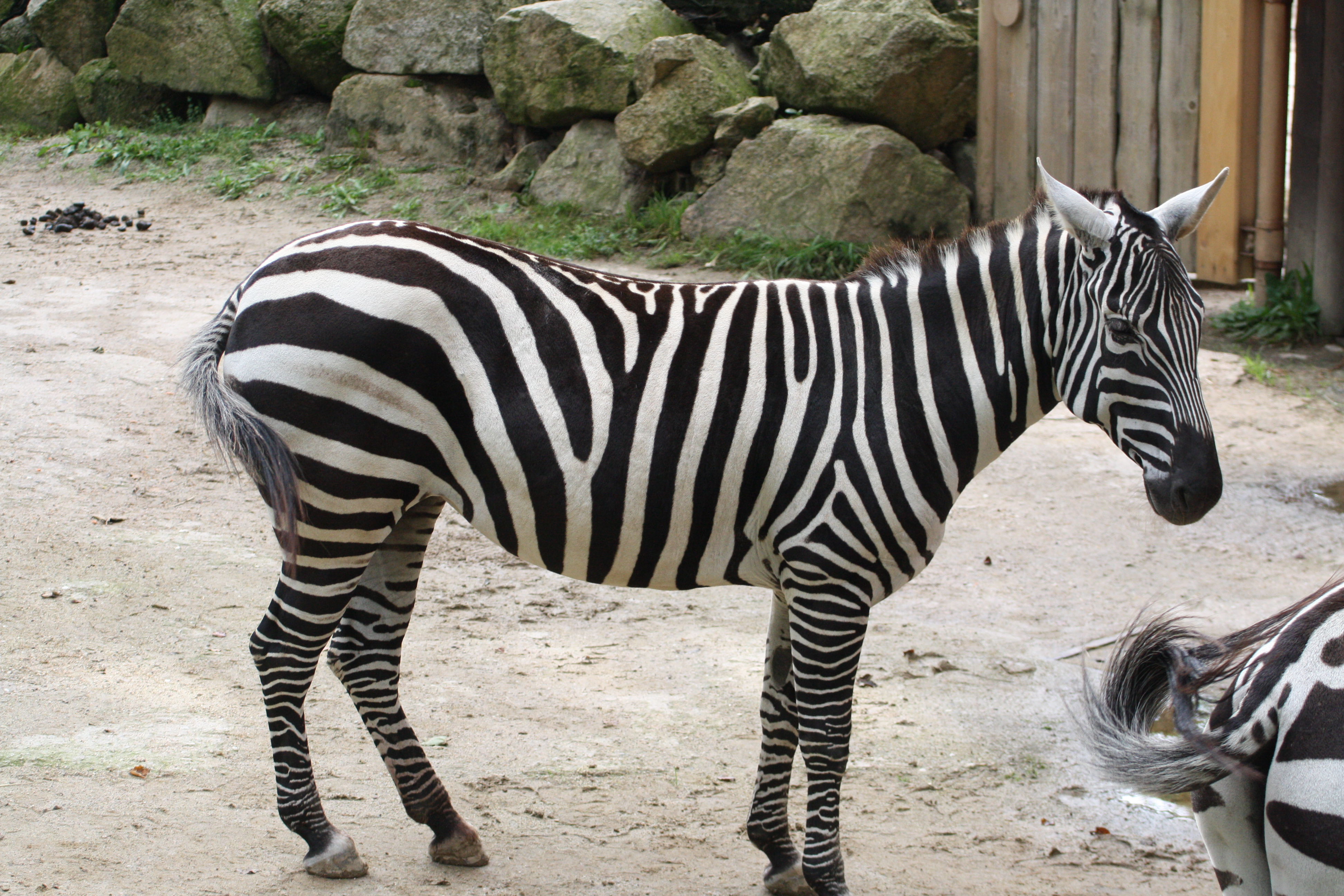
Zebra bezhřívá (Equus quagga borensis) v liberecké zoo

Zebru bezhřívou poprvé popsal v roce 1954 Tony Henley, strážce loveckého oddělení ugandského protektorátu se sídlem v Morotu a odpovědný za okres Karamodža. Nedávno byla zvířata v Národním parku Kidepo Valley studována nadací Kidepo Wildlife Foundation.
Ve výzkumné studii J. Pluháčka, L. Bartoše a J. Vichové bylo zjištěno, že ze šesti poddruhů zebry stepní byla zebra bezhřívá jediným poddruhem, u kterého nebyla nalezena infanticida ze strany samců.[zdroj?]

## Popis
Typickým znakem je redukovaná hříva, která zejména u dospělých hřebců může zcela zmizet. Mláďata se rodí s klasicky vyvinutou hřívou. Dalším poznávacím znakem je pruhování, které zebrám bezhřívým sahá až ke kopytům.

## Chov v českých zoo
Zebra bezhřívá je nejohroženějším poddruh zebry stepní. V Evropě je chována v pouhých 12 zoologických zahradách. Základ evropského chovu tvoří potomci jedinců, které v rámci transportů z Afriky na přelomu 60. a 70. let 20. století dovezl Josef Vágner, bývalý ředitel Zoo Dvůr Králové. Ta je s více než 150 narozenými mláďaty nejúspěšnějším chovatelem těchto zeber na světě. Momentálně rovněž chová největší stádo napříč evropskými zahradami. Od roku 2006 chová zebry bezhřívé Zoo Liberec, kde se rovněž daří pravidelné odchovy. V rámci větší stabilizace chovu v lidské péči začaly s chovem tohoto poddruhu také Zoo Praha (2018), kde byl chov ale již ukončen a Zoo Plzeň (2020), přičemž v obou zoo se již zdařil odchov mláděte. V minulosti byly tyto zebry chovány v Zoo Zlín.
Na Slovensku se k projektu záchrany připojili zoologické zahrady v Košicích (2019), kde kdysi již byl chov z původních dvorských zvířat a v Bojnicích (2021). V minulosti byly krátce tyto zebry chovány i v Zoo Bratislava.
V roce 2021 uzavřeli Safari Park Dvůr Králové a Zoo Liberec memorandum o ochraně zeber bezhřívých, která se bude soustředit jak na vytvoření záložní populace v rámci zoologických zahrad, tak rovněž na záchranu tohoto poddruhu v místě původního výskytu, zejména v Ugandě.